# Сенборн (округ, Південна Дакота)
Шаблон:StateAbbr_ 44°02′ пн. ш. 98°05′ зх. д. / 44.03° пн. ш. 98.09° зх. д.
Округ  Сенборн (англ. Sanborn County) — округ (графство) у штаті  Південна Дакота, США. Ідентифікатор округу 46111.

## Історія
Округ утворений 1883 року.

## Демографія
За даними перепису 2000 року загальне населення округу становило 2675 осіб, усе сільське. Серед мешканців округу чоловіків було 1384, а жінок — 1291. В окрузі було 1043 домогосподарства, 732 родин, які мешкали в 1220 будинках. Середній розмір родини становив 3,07.
Віковий розподіл населення поданий у таблиці:
| Стать    | До 15 років | 15-21 | 22-29 | 30-39 | 40-49 | 50-65 | 65-85 | Понад 85 |
| -------- | ----------- | ----- | ----- | ----- | ----- | ----- | ----- | -------- |
| Чоловіки | 286         | 169   | 91    | 157   | 228   | 207   | 230   | 16       |
| Жінки    | 244         | 137   | 79    | 150   | 212   | 194   | 243   | 32       |

## Суміжні округи
- Бідл — північ
- Кінґсбері — північний схід
- Майнер — схід
- Генсон — південний схід
- Девісон — південь
- Орора — південний захід
- Джеролд — захід

## Виноски
1. ↑  US Decennial Census. US Census Bureau. Процитовано 28 березня 2015.
2. ↑  Historical Census Browser. University of Virginia Library. Архів оригіналу за 11 серпня 2012. Процитовано 28 березня 2015.
3. ↑  Forstall, Richard L., ред. (27 березня 1995). Population of Counties by Decennial Census: 1900 to 1990. US Census Bureau. Процитовано 28 березня 2015.
4. ↑  Census 2000 PHC-T-4. Ranking Tables for Counties: 1990 and 2000 (PDF). US Census Bureau. 2 квітня 2001. Процитовано 28 березня 2015.
5. ↑  State & County QuickFacts. Бюро перепису населення США. Архів оригіналу за 7 червня 2011. Процитовано 28 листопада 2013. [Архівовано 2011-06-07 у Wayback Machine.](англ.) Наведено за англійською вікіпедією.
6. ↑  American FactFinder. Бюро перепису населення США. Архів оригіналу за 26 лютого 2012. Процитовано 31 січня 2008. [Архівовано 2008-05-21 у Wayback Machine.]

| США | Це незавершена стаття з географії США. Ви можете допомогти проєкту, виправивши або дописавши її. |